# Manning Rangers
Manning Rangers Football Club – południowoafrykański klub piłkarski z siedzibą w Durbanie. Klub działał w latach 1928-2006. 

## Historia
Manning Rangers Football Club został założony w 1932. W 1996 przystąpił do nowej ligi - Premier Soccer League. W inauguracyjnym sezonie klub okazał się najlepszy, zdobywając jedyne mistrzostwo w swojej historii. Manning Rangers występował w PSL do 2005, kiedy to spadł do drugiej ligi. W 2006 klub zbankrutował i sprzedał swoją licencję Fidentii Rangers z Kapsztadu. W 2007 klub zmienił nazwę na Ikapa Sporting.

## Sukcesy
- Mistrzostwo RPA (1): 1997.
- Coca-Cola Shield (1): 1977.
- Osman Spice Works Cup (1): 1985.

## Reprezentanci kraju grający w klubie
| - Naughty Mokoena - Pollen Ndlanya - Clinton Larsen - George Koumantarakis - MacDonald Mukansi - Thabo Mngomeni - Siyabonga Siphika | - Musawengosi Mguni - Dazzy Kapenya - Paulito - Linos Chalwe - Lloyd Mumba |

## Trenerzy
- Gordon Igesund (1996-2000)
- Theodore Dumitru (2000)
- Clive Barker (2001-2003)
- Bruce Grobbelaar (2004-2005)
- Clive Barker (2005)